# Бериша (племе)
Бериша (алб. Berisha) је малисорско племе у области Пука, у северној Албанији. Берише су католичко племе, за које се каже да је једно од најстаријих од свих северно албанских племена. Племе Бериша се први пут помиње у 17. веку, а усмена традиција прати родословље од 14. века. Део племена је мигрирао на Косово и Скопску Црну Гору током османског периода. Данас је презиме Бериша уобичајено код косовских Албанаца. Постоје извори који наводе да су Берише српског порекла.
Према Константину Јиречеку и по старом предању Берише су српског порекла и да се њихов предак Грча Ненадин, родоначелник Куча (Мрњавчевић) из Куча населио у Албанију и да од њега потичу Берише. Каплан Буровић тврди да се ово племе некада звало Белиша јер је глас л прелазио у р и обрнуто, као и у случају Арбанија – Албанија.
Иван Јастребов наводи податак да је крсна слава овог племена било Успење Пресвете Богородице.

## Миграције на Косово
Многи чланови племена Бериша су мигрирали на Косово, углавном у региону Ђаковице где су се и конвертовали у ислам. Према извештају британске обавештајне службе, главни разлог миграције био је мала величина територије које је ово племе контролисало. Празник католичких Бериша који живе у селима око Пећи је Велику Госпу, коју зову Zoja e Berishes, или Zoja e Alshiqes (пошто су Алшићи најбројније Берише). Презиме Берише произилази из имена племена и уобичајено је међу Албанцима на Косову. Године 1890. исламизовани Бериши и Краснићи са Косова су напали Албанце католике из Фандиса који су говорили албански језик и напали су њихова села, спалили куће, док су муслимане из Фандиса поштедели. Током 20-их година 20. века, читаво племе Бериша са Косова, под вођством Азема Галице, побунило се против власти Краљевине Југославије.
Племе Мертури (Доњи Дукађин (Доњи Пилот)) припада братству Бериша.

## Породице

### Албанија
У области Бериша у Пуки живе 4 фамилије, све именоване по синовима предака племена:
- Тетај (Тета)
- Марој (Маро)
- Деска (Деску)
- Дочај (Дочи)

### Косово
- Бериша, 8 домаћинстава у својој махали (четврти) у Трстенику, Витина (извор из 1979. године).[9]
- Алшиће, у долини Барани (Лугу и Баранит), населили се из Прекорупље (извор из 1984).[10]
- Алшиће (бивши Колгјонај) (извор из 1984).[11]
- Гецај, две породице у Ллуке (извор из 1984).[11]
- Бериша населили се у Доњу Дубницу у другој половини 18. века.[12]

Много исламизованих и албанизованих српски породица на Косову су ушле у фис (племе) Бериша. Године 1967. забележено је да су ромске породице у Подрими и у Ђаковичком срезу ушли у фис Бериша, јер су Берише најмоћнији у тој области, а Мађупи су ушли у фис Бериша или Гаши.

## Познате личности

### Родом
- Сали Бериша, бивши председник и премијер Албаније.[17]

### Пореклом
- Атифете Јахјага, председник Косова.[18]
- Рамуш Харадинај, бивши вођа ОВК и садашњи лидер странке ААК и тренутни премијер Косова.[19]
- Хасан Приштина, бивши премијер Албаније.[20]
- Хатиџа Бериша, српски универзитетски професор, научник и официр